# László Lukács
Dans le nom hongrois Lukács László, le nom de famille précède le prénom, mais cet article utilise l’ordre habituel en français László Lukács, où le prénom précède le nom.
Pour les articles homonymes, voir Lukács.
László Lukács né le 24 novembre 1850 et décédé le 23 février 1932 à Budapest, est une personnalité politique hongroise.
Il est Premier ministre de Hongrie du 22 avril 1912 au 10 juin 1913.